# Amanda Sandrelli
 (août 2024).
Si vous disposez d'ouvrages ou d'articles de référence ou si vous connaissez des sites web de qualité traitant du thème abordé ici, merci de compléter l'article en donnant les références utiles à sa vérifiabilité et en les liant à la section « Notes et références ».
Pour les articles homonymes, voir Sandrelli.
Amanda Sandrelli Angelica Paoli (née le 31 octobre 1964 à Lausanne, en Suisse) est une actrice et réalisatrice italienne.

## Biographie
Amanda Sandrelli est la fille du chanteur Gino Paoli et de l'actrice Stefania Sandrelli.
Elle fait ses débuts en 1984 dans le film Plaisirs de femme (L'Attenzione) de Giovanni Soldati.
Elle interprète en 1991, en duo avec son père, la chanson de la version italienne du film La Belle et la Bête (Beauty and the Beast) produit par la Walt Disney Pictures. 
Elle joue au théâtre en duo avec son mari, l'acteur romain d'origine péruvienne Blas Roca Rey.
En tant que réalisatrice, elle réalise le court métrage Un amore possibile en 2004.
En 2009, elle incarne la philosophe et poétesse Christine de Pizan dans le film historique Christine Cristina réalisé par sa mère Stefania Sandrelli.

## Filmographie partielle

### Comme actrice

#### Au cinéma
- 1984 : Plaisirs de femme (L'Attenzione) de Giovanni Soldati
- 1988 : I giorni del commissario Ambrosio de Sergio Corbucci
- 1989 : Amori in Corso de Giuseppe Bertolucci
- 1992 : Donne sottotetto de Roberto Giannarelli
- 1997 : Nirvana de Gabriele Salvatores
- 2003 : Souviens-toi de moi (Ricordati di me) de Gabriele Muccino
- 2009 : Christine Cristina de Stefania Sandrelli

#### À la télévision
- 1985 : Enquêtes à l'italienne (Investigatori d'Italia)

### Comme réalisatrice

#### Au cinéma
- 2004 : Un amore possibile (court-métrage)

## Récompenses et distinctions
- Ciak d'oro de la meilleure actrice dans un second rôle en 1990 pour Amori in Corso.
- Nomination au Ruban d'argent de la meilleure actrice en 1990 pour Amori in Corso.
- Nomination au David di Donatello de la meilleure actrice dans un second rôle en 1990 pour Amori in Corso.
- Nomination au Ruban d'argent de la meilleure actrice dans un second rôle en 1993 pour Donne sottotetto.
- Nomination au Ruban d'argent de la meilleure actrice dans un second rôle en 1998 pour Nirvana.